# Danh sách chế độ quân chủ trên quần đảo Anh
Liên kết trang nay là danh sách các vị vua đã trị vì các vương quốc khác nhau và các quốc gia khác đã tồn tại trong quần đảo Anh trong suốt lịch sử đã được ghi lại.
- Nước Anh cổ đại
  - Người Anh cổ đại (huyền thoại)
  - Người Anh cổ đại (lịch sử)
- Anh
  - Bernicia
  - Bretwaldas (overlords)
  - Deira
  - Đông Anglia
  - Essex
  - Hwicce
  - Đảo Wight
  - Kent
  - Lindsey
  - Magonsaete
  - Mercia
  - Northumbria
  - Sussex
  - Wessex
  - York
- Quần đảo Eo biển
- Great Britain and the United Kingdom
- Ireland
  - High Kings (including legendary)
  - Ailech
  - Airgíalla
  - Breifne
  - Connacht
  - Dublin
  - Leinster
  - Mide
  - Moylurg
  - Munster
  - Osraige
  - Tara
  - Tir Eogain
  - Uisnech
  - Ulster
- Mann
  - Mann & the Isles
  - Mann (lords)
- Scotland
  - Dál Riata
  - Galloway
  - Orkney
  - Picts
  - Rhinns
  - Strathclyde
- Wales
  - Dumnonia
  - Elmet
  - Gwynedd
  - Powys
  - Rheged